# Áyios
Áyios (Agios) är en ort i Grekland.   Den ligger i prefekturen Nomós Evvoías och regionen Grekiska fastlandet, i den centrala delen av landet, 120 km nordväst om huvudstaden Aten. Áyios ligger 159 meter över havet och antalet invånare är 801. Den ligger på ön Euboia.
Terrängen runt Áyios är kuperad åt sydväst, men åt nordost är den platt. Havet är nära Áyios åt nordväst. Runt Áyios är det ganska tätbefolkat, med 54 invånare per kvadratkilometer. Närmaste större samhälle är Loutrá Aidhipsoú, 5,4 km söder om Áyios. I omgivningarna runt Áyios växer i huvudsak blandskog.